# Сергий (Крылов-Платонов)
Епископ Сергий (в миру Стефан Георгиевич Крылов-Платонов; 1768, Дмитров — 18 (30) августа 1824) — епископ Русской православной церкви, архиепископ Рязанский и Зарайский.

## Биография
Стефан Георгиевич Крылов-Платонов родился в 1768 году в Дмитрове, в семье причетника. Образование получил в Троицкой Лаврской семинарии, где был удостоен стипендии митрополита Платона (Левшина), вместе с правом именоваться «Платоновым». С 4 сентября 1798 года — учитель той же семинарии (история, красноречие, риторика и немецкий язык).
Был пострижен в монашество 9 февраля 1801 года и на следующий день рукоположён во иеродиакона. В 1802 году был рукоположён во иеромонаха и стал префектом Троицкой лаврской семинарии.
Весной 1804 года стал префектом и учителем философии Славяно-греко-латинской академии с октября того же года — соборным иеромонахом Московского Донского монастыря.
В 1807 году был возведён в сан архимандрита Можайского Лужецкого монастыря с оставлением в академии.
С 20 апреля 1808 года — ректор и учитель богословия Московской духовной академии и настоятель Заиконоспасского монастыря.
С 1 января 1810 года — ректор Петербургской духовной академии и с 27 января — настоятель Новгородского Юрьева монастыря и присутствующий в Санкт-Петербургской консистории. Учившийся в ту пору в Санкт Петербургской академии Герасим Павский, отмечал плохое качество обучения, а про архимандрита Сергия написал, что это был «человек добрый, но недалёкий».
С 14 июня 1811 года был назначен настоятелем московского Новоспасского монастыря с оставлением должности ректора.
17 марта 1812 года хиротонисан во епископа Костромского и Галичского.
С 4 июня 1817 года — епископ Рязанский и Зарайский; 17 сентября 1819 года был возведён в сан архиепископа.
Был награждён орденами Св. Анны 2-й (22.08.1810) и 1-й (10.02.1816) степеней.
Скончался 18 (30) августа 1824 года.